# Nauru zászlaja
Nauru lobogója az ország földrajzi elhelyezkedését ábrázolja, első felvonása 1968. január 31-én, a függetlenné válás napján történt. A zászló kék alapszínű, középen keskeny, vízszintes sárga sávval, melynek szélessége a zászlóénak 1/12-e. A zászló rúdrészén a sárga sáv alatt egy 12 ágú fehér csillag helyezkedik el.
A zászló az óceánt, az azon áthaladó egyenlítőt, valamint ezekhez képest a sziget elhelyezkedését szimbolizálja. A csillag 12 ága a szigeten élő törzseket jelképezi. A zászló oldalainak aránya 1:2.

## Korábban használt zászlók
A függetlenség elnyerése előtt a sziget az első világháborúig visszamenőleg Ausztrália által igazgatott, Ausztrália, Új-Zéland, és Nagy-Britannia gyámsága alá eső terület volt, hivatalos zászlóként az ausztrál lobogó volt elfogadva.
Az első világháború előtt, Német Új-Guinea részeként annak zászlaja volt használatban.